# Tryonov napad
Tryonov napad se je zgodil julija 1779 med ameriško revolucionarno vojno, v katerem je 2.700 mož pod vodstvom britanskega generalmajorja Williama Tryona napadlo pristanišča New Haven, Connecticut, Fairfield, Connecticut in Norwalk, Connecticut v državi Connecticut. Uničili so vojaška in javna skladišča, skladišča in ladje, pa tudi zasebne domove, cerkve in druge javne zgradbe. Napadom so se neuspešno uprle milice.
Napad je bil del širše strategije, ki jo je zasnoval britanski vrhovni poveljnik, generalpodpolkovnik sir Henry Clinton, da bi privabil kontinentalno armado generalmajorja Georgea Washingtona na teren, kjer bi se lahko učinkoviteje spopadla. Strategija je propadla in obe strani sta kritizirali generala Tryona zaradi ostrosti njegovega dejanja. Čeprav je imel napad gospodarske posledice in vplival na vojaško oskrbo, Clintonova prizadevanja niso imela dolgoročnega strateškega vpliva.